# Avventura in Cina
Avventura in Cina (China Venture) è un film del 1953 diretto da Don Siegel.

## Trama
Durante la seconda guerra mondiale, nel sud della Cina, una squadra di commando americana viene inviata per salvare un prigioniero.